# Antonio Tempestilli
Antonio Tempestilli, né le 8 octobre 1959 à Campli, est un footballeur italien évoluant au poste de défenseur.

## Biographie
Sa carrière professionnelle a lieu de 1978 à 1992 et il l'accomplit exclusivement dans son pays natal où il évolue 11 saisons en 1re division, 2 saisons en D2 et 2 saisons en D4. Ses deux clubs phares sont le Calcio Côme et l'AS Rome dans lesquels il reste 6 ans chacun. 
À la suite de l'arrêt de sa carrière de joueur, Antonio Tempestilli reste dans l'environnement de la Roma et occupe des fonctions internes telles qu'entraîneur des moins de 15 ans de 1993 à 1996, manager de cette catégorie jusqu'en 2006 puis chef de l'organisation de l'équipe première.

## Palmarès
| Compétitions internationales    | Compétitions nationales                 |
| - Coupe UEFA - Finaliste : 1991 | - Coupe d'Italie (1) - Vainqueur : 1991 |